# Carol Bartz
Carol Ann Bartz (Winona, 29 de agosto de 1948) é uma executiva norte-americana.
Já foi CEO da Autodesk, a quarta maior empresa de softwares para PC do mundo, entre 1992 e 2009. Durante sua administração, os rendimentos da Autodesk passaram de 285 milhões de dólares para 534 milhões de dólares.
Desde 13 de janeiro de 2009 como CEO da Yahoo!, foi destituída do cargo de presidente em 6 de setembro de 2011.